# Vereinigte Pfingstgemeinde International
Die Vereinigte Pfingstgemeinde International abgekürzt VPG (engl. United Pentecostal Church International auch als UPCI bekannt) ist die größte nichttrinitarische Pfingstkirche mit Sitz in St. Louis, Vereinigte Staaten. Sie entstand im Jahr 1945 durch einen Zusammenschluss der Pentecostal Church Incorporated und der Pentecostal Assemblies of Jesus Christ.
Die Gemeinschaft umfasst nach eigenen Angaben mehr als 42.000 Kirchen (einschließlich Tochtergemeinden und Hauskreise) mit 41.000 anerkannten Pastoren und einer weltweiten Mitgliederzahl von insgesamt rund 5,1 Millionen angewachsen (Stand 2019). Sie besteht aus nationalen Organisationen, die als Global Council der VPG unter dem Vorsitz des General Superintendent, David K. Bernard, vereint sind.
Die VPG betont die Heiligung in allen Lebensbereichen. Nach ihrer Überzeugung kann man im biblischen Sinne nur errettet werden, wenn man im Gehorsam gegenüber dem Evangelium geistlich wiedergeboren wird. Dies wird durch Umkehr (Tod der Sünde), Taufe mit Wasser im Namen Jesu Christi (Begräbnis) und Taufe des Heiligen Geistes (Auferstehung). Das Zeichen für letztere ist die Zungenrede. Die VPG glaubt an die Errettung allein aus Gnade durch den Glauben; die Werke sind lediglich Nebenprodukte des Glaubens.

## Geschichte
Die VPG ging aus der Pfingstbewegung hervor, die ihren Ursprung in den Lehren von Charles Fox Parham in Topeka und dem Azusa Street Revival unter der Leitung von William J. Seymour im Jahre 1906 hat. Die VPG führt ihre organisatorischen Wurzeln bis 1916 zurück, als eine große Gruppe von Pfingstlern begann, sich um die Lehre der Einheit Gottes und der Wassertaufe im Namen Jesu Christi zu vereinen. Mehrere Vertreter dieser Lehre trafen sich in Eureka Springs und gründeten am 2. Januar 1917 eine Einheits-Pfingstorganisation namens General Assembly of the Apostolic Assemblies.
Die General Assembly of the Apostolic Assemblies fusionierte mit den Pentecostal Assemblies of the World (PAW) und unterstellte sich der Führung des Afroamerikaners Garfield Thomas Haywood. Diese Gruppe hielt 1918 das erste Treffen in Eureka Springs ab. Diese interrassische Organisation nahm den Namen PAW an und blieb bis Ende 1924 die einzige Pfingstorganisation der Einheitskonfession. Die rassistisch begründeten „Jim-Crow-Gesetze“ in den Südstaaten führten dazu, dass sich viele weiße Leiter aus der PAW zurückzogen, anstatt unter der afroamerikanischen Leitung der PAW zu bleiben. Viele lokale Kirchen im Süden blieben jedoch integriert, während sie versuchten, die lokalen Segregationsgesetze einzuhalten.
1925 wurden drei neue Einheitskirchen gegründet: die Apostolic Churches of Jesus Christ, die Pentecostal Ministerial Alliance und die Emmanuel's Church in Jesus Christ. 1927 wurden Schritte zur Wiedervereinigung dieser Organisationen unternommen. Bei einem gemeinsamen Kongress in Guthrie, Oklahoma schlossen sich die Emmanuel's Church in Jesus Christ und die Apostolic Churches of Jesus Christ zusammen und nahmen den Namen Apostolic Church of Jesus Christ an. Diese Fusion vereinte ungefähr 400 Pfingstprediger der Einheitskonfession. 1931 traf sich in Columbus eine Einheitskonferenz mit Vertretern von vier Einheitsorganisationen, um alle Einheits-Pfingstler zusammenzubringen. Die Pentecostal Ministerial Alliance stimmte für den Zusammenschluss mit der Apostolic Church of Jesu Christ, aber die Bedingungen des geplanten Zusammenschlusses wurden von diesem Gremium abgelehnt. Trotzdem wurde im November 1931 eine Vereinigung zwischen der Apostolic Church of Jesu Christ und der PAW vollzogen. Die neue Organisation behielt den Namen der Pentecostal Assemblies of the World.
1932 änderte die Pentecostal Ministerial Alliance ihren Namen in Pentecostal Church, Incorporated, um ihre Organisationsstruktur widerzuspiegeln. 1936 stimmten die Geistlichen der Pentecostal Church, Incorporated dafür, auf eine Verschmelzung mit den Pentecostal Assemblies of Jesus Christ hinzuarbeiten. Die endgültige Vereinigung wurde jedoch erst 1945 erreicht, als sich diese beiden Einheits-Pfingstorganisationen zur United Pentecostal Church International zusammenschlossen. Die Fusion dieser beiden Körperschaften brachte 521 Kirchen zusammen.
In globalen Missionen verfolgt die VPG eine doppelte Strategie der Einbindung und gezielten Öffentlichkeitsarbeit. Dadurch hat die Vereinigte Pfingstgemeinde International Anhänger in 212 Ländern und Gebieten. Die überwiegende Mehrheit ihres gesamten Mitglieder sind nicht weiß. Sie hat multikulturelle gemischtrassige Kirchen in großen Städten auf der ganzen Welt.
In den USA und Kanada spiegelt die VPG traditionell die Mehrheitskultur wider, wobei der Großteil ihrer Mitglieder kaukasischer und angloamerikanischer Abstammung sind. Im letzten Quartal des 20. Jahrhunderts wurde die VPG mehr darauf bedacht, jede Rasse und Kultur in Nordamerika einzubeziehen. Infolgedessen hat die VPG der USA und Kanadas im Laufe der Jahre mehrere wichtige Dienste eingerichtet, die sich auf die Evangelisation von Minderheitsgruppen konzentrieren. Ab 2013 haben diese Dienste erhebliche Fortschritte erzielt und werden von Vertretern der verschiedenen Ethnien geleitet. Dem spanischen Evangelisationsdienst unterstehen über 700 spanischsprachige Pastoren und etwa 350 spanischsprachige Gemeinden. Der Aufbau des Build-The-Bridge-Dienstes entwickelt Strategien für den interkulturellen Dienst, den städtischen Dienst und insbesondere die Evangelisation in der afroamerikanischen Gemeinschaft. Ihre Leiter schätzten, dass die VPG etwa 500 dunkelhäutige Pastoren hat. Multikulturelle Dienste koordinieren die Kontaktaufnahme mit 18 Sprachen und ethnischen Gruppen, darunter 186 Pastoren und 195 Gemeinden. Basierend auf diesen Statistiken stammten 2013 etwa 1.400 Pastoren oder 15 % der Gesamtzahl aus Minderheitsgruppen, und etwa 800 Kirchen oder 18 % der Gesamtzahl dienten hauptsächlich ethnischen Minderheiten. Darüber hinaus schließen die meisten VPG-Kirchen in erheblichem Maße Angehörige ethnischer Minderheiten ein, insbesondere größere Kirchen, wachsende Kirchen und Kirchen in städtischen Gebieten. Diese Beteiligung betrug schätzungsweise 10-15 % der Mitgliederanzahl. Insgesamt waren 2013 schätzungsweise 25 bis 30 % der VPG-Mitgliederanzahl in den USA und Kanada nicht weißhäutig.
Diese Vielfalt spiegelt sich zunehmend in der Leiterschaft wider. Zum Beispiel hatten laut einer Umfrage von 2012 unter den 55 Bezirken in den USA und Kanada 31 Angehörige von Minderheiten als Abteilungsleiter und 39 Angehörige von Minderheiten in einer Führungsposition. Von diesen hatten 11 afroamerikanische oder schwarze Vorstandsmitglieder; 5 hatten asiatische, pazifische oder indianische Vorstandsmitglieder; und 5 hatten hispanische Vorstandsmitglieder. Das Board of General Presbyters, das Leitungsgremium der Generalkonferenz, hat afroamerikanische oder dunkelhäutige, hispanische und asiatische Mitglieder. Die Arbeit der Organisation wird von 8 Generalabteilungen durchgeführt, von denen jede eine Minderheitsvertretung in ihrem Generalkomitee oder Vorstand hat. Für verschiedene Abteilungen wie Jugend, Sonntagsschule und Nordamerikanische Missionen beträgt die Beteiligung mindestens 20 %.

## Lehre

### Gottheit
Die VPG hält an einem „Einheits“-Konzept der Gottheit fest, im Gegensatz zum orthodoxen Glauben an die Dreifaltigkeit. Daher ist ein Verständnis der Einheitslehre gegenüber der trinitarischen Lehre bei jeder Analyse der VPG-Überzeugungen von entscheidender Bedeutung.
Die christliche Trinitätslehre definiert Gott als drei konstitutive Personen oder Hypostasen – den Vater, den Sohn (Jesus Christus) und den Heiligen Geist; „Ein Gott in drei Personen“. Die drei Personen sind verschieden, aber eine „Substanz, Essenz oder Natur“. Im Gegensatz dazu sind die Gläubigen der Einheit der Ansicht, dass Gott absolut und unteilbar eins ist. Sie bekräftigen auch, dass in Jesus die ganze Fülle der Gottheit leibhaftig wohnt und dass Jesus der einzige Name ist, der für die Erlösung gegeben wird (Kol 2,9 ). Der Vater wurde der Welt im Namen Jesu offenbart, dem Sohn wurde bei der Geburt der Name Jesus gegeben, und der Heilige Geist kommt zu den Gläubigen im Namen Jesu. So glauben sie, dass die Apostel den Befehl Christi, „im Namen des Vaters, des Sohnes und des Heiligen Geistes“ zu taufen, korrekt erfüllt haben, indem sie alle Konvertiten mit dem Ausspruch „im Namen Jesus Christus“ getauft haben (Mt 28,19 ; Apg 2,38 ; Apg 8,16 ; Apg 10,48 ; Apg 19,5 ; Apg 22,16 ).
Die Gläubigen der Einheit unterstreichen, dass Gott sich als Vater (in elterlicher Beziehung zur Menschheit), im Sohn (im menschlichen Fleisch) und als Heiliger Geist (in geistlicher Handlung) offenbart hat. Sie erkennen an, dass der eine Gott vor seiner Inkarnation als Jesus Christus existierte; und dass, während Jesus als inkarnierter Gott selbst auf Erden wandelte, der Geist Gottes weiterhin allgegenwärtig war.

### Jesus Christus
Die Gläubigen der VPG sehen einen großen Unterschied zwischen dem Namen Jesus (welcher für sie Vater, Sohn und heiligen Geist in einem bezeichnet), und dem Begriff Sohn Gottes (welcher von ihnen allein auf den Menschen Jesus von Nazareth angewandt wird). Damit lehnen die große Mehrheit der Mitglieder die Göttlichkeit oder Ewigkeit des Sohnes ab, da sie den Begriff „Sohn Gottes“ als „Gott im Fleisch manifestiert“ definieren, und somit ausschließlich den in Bethlehem geborenen Menschen Jesus von Nazareth als den Sohn verstehen, wodurch sie sich vom Rest der Christenheit deutlich unterscheiden, und Parallelen zum Unitarismus erkennbar werden. Diskussionen oder Abhandlungen über den Begriff „Sohn Gottes“ innerhalb der VPG handeln stets von den Themen der Inkarnation, also der Zweinaturenlehre und der Menschlichkeit Jesu. Eine Präexistenz des Sohnes wird hierbei in aller Regel vehement verneint, und der Beginn der Existenz des Sohnes wird in der Empfängnis durch den heiligen Geist verstanden. Vor der Inkarnation war der Sohn nach der gängigen Auffassung der VPG ein Gedanke im Verstand Gottes, und von daher wird das Wort in Johannes 1 als „Gedanke“ interpretiert, und nicht dem Sohn Gottes gleichgesetzt. Teilweise wirkt die Lehre mysteriös oder verwogen, da die Göttlichkeit des menschlichen Leibes Christi strikt abgelehnt wird, während die Zweinaturenlehre im nestorianischen Sinne bekannt wird, gleichzeitig aber zumindest sporadisch anerkannt wird, dass auch der Sohn Gott oder göttlich ist (andere Prediger verneinen die Göttlichkeit des Sohnes hingegen vollständig).

### Soteriologie
Die VPG leitet ihre Soteriologie teilweise aus Apg 2,37-39  und Joh 3,3–5  ab. Das Evangelium ist als „die gute Nachricht, dass Jesus für unsere Sünden gestorben ist, begraben wurde und wieder auferstanden ist“ zu definieren. Die Anhänger dieser Glaubensgemeinschaft glauben, dass man im biblischen Sinne nur errettet werden kann, indem man in Gehorsam gegenüber dem Evangelium geistlich wiedergeboren wird. Dies wird durch Umkehr (Tod der Sünde), Wassertaufe im Namen Jesu Christi (Begräbnis) und Empfang der Taufe des Heiligen Geistes mit dem ersten Zeichen erreicht, in Zungen zu sprechen, wenn der Geist die Äußerung gibt (Auferstehung).
Daher teilt die VPG nicht die von den meisten evangelikalen Protestanten vertretene Soteriologie, nämlich dass der Glaube oder der Glaube an Christus allein die einzige Voraussetzung für die Errettung ist. Obwohl viele Evangelikale dies als „Rettung durch Werke“ bezeichnen würden, hält die VPG daran fest, dass „die Errettung aus Gnade durch Glauben auf der Grundlage des Sühnopfers Jesu Christi erfolgt“.

### Buße
Nach der Lehre der VPG ist die Umkehr für die Errettung wesentlich. Umkehr wird definiert als völlige Abkehr von der Sünde und hin zu Gott. Die Umkehr erfordert als weitere Schritte die Wassertaufe und die Taufe mit dem Heiligen Geist. Gemäß VPG-Lehre kann niemand aus eigener Kraft zur Umkehr finden, sondern nur aus der Gnade Gottes. Die volle Erlösung wird erst durch die nachfolgende Wassertaufe im Namen Jesu Christi sowie die durch Zungenrede nachgewiesene Taufe mit dem Heiligen Geist erreicht. Der Mensch wird als sündig geboren angesehen. Ein Kind darf erst dann getauft werden, wenn es Richtig und Falsch unterscheiden kann und somit zur Buße imstande ist.

### Wassertaufe im Namen Jesu Christi
Nach der Lehre der VPI wird die Taufe als nächster Schritt zur Errettung durch Untertauchen im Wasser auf den Namen Jesu Christi zur Vergebung der Sünden vollzogen. Als Taufformel wird keine trinitarische Formel verwendet, sondern es wird lediglich „im Namen Jesu Christi“ getauft. Mt 28,19  wird in dem Sinne gedeutet, dass mit dem Namen des Vaters, des Sohnes und des Heiligen Geistes jeweils Jesus gemeint sei. Zum Teil wird auch die These vertreten, die trinitarische Formel sei erst auf dem Konzil von Nicäa 325 n. Chr. in Mt. 28,19 eingefügt worden.

### Zungenrede
Die VPG vertritt die Ansicht, dass das Sprechen in Zungen der unmittelbare, äußerliche, beobachtbare und hörbare Beweis für die anfängliche Erfüllung durch den Heiligen Geist ist und die Erfüllung des Gebotes Jesu,  aus dem Geist geboren zu werden (Joh 3,5 ), darstellt. Die Überzeugungen der VPG zu diesem Thema leiten sich aus der Apostelgeschichte (vor allem 2,4; 17,38–39; 10,46; 19,6) und anderen Bibelstellen her.

### Heiligung
Die VPG betont, dass die Errettung mit Gnade durch den Glauben an Christus erreicht wird. Dieser Glaube ist verbunden mit dem Gehorsam gegenüber seinem Gebot, „aus Wasser und Geist geboren“ zu sein (Joh 3,5 ). Betont wird, dass Christen gute Werke tun sollen (Eph 2,10 ).
Angesichts dieses biblischen Prinzips lehrt die VPG, dass man ein Leben führen sollte, das die Eigenschaften Christi demonstriert. Innere Heiligkeit, wie die Demonstration der Früchte des Geistes im Leben des Christen, soll laut VPG von äußeren Zeichen der Heiligkeit begleitet sein. Die VPG lehrt auch weiterhin Geschlechterrollen, einschließlich der Überzeugung, dass Frauen sich nicht die Haare schneiden (1. Kor 11,3-15 ) oder Hosen tragen sollten. Die Bescheidenheit nach innen und außen gilt für Frauen und Männer gleichermaßen, obwohl die Männer weniger Dresscodes haben als die Frauen. Die Mitglieder werden davon abgehalten, sich äußerlich mit Kosmetika oder Schmuck zu schmücken, die biblisch als „Gold oder Perlen oder kostspielige Sammlung“ definiert sind, und sollen stattdessen ihre Schönheit durch ihre Handlungen zeigen (1. Tim 2,8-10 ).

## Organisationsstruktur
Die grundlegende Struktur der VPG besteht aus Gemeinden auf lokaler Ebene und Presbyterien auf höheren Organisationsebenen. Lokale Kirchen sind autonom, wählen ihre eigenen Pastoren und andere Leiter, besitzen ihr eigenes Eigentum, entscheiden über ihre eigenen Budgets, richten ihre Mitgliedschaft ein und führen alle notwendigen lokalen Geschäfte. Die zentrale Organisation befürwortet ein modifiziertes presbyterianisches System: Die Pastoren treffen sich in Sektions-, Bezirks- und Generalkonferenzen, um Leiter zu wählen und die Angelegenheiten der Kirche zu regeln. Die jährliche Generalkonferenz ist die höchste Behörde in der Glaubensgemeinschaft und befugt, Glaubensartikel zu bestimmen, Amtsträger zu wählen und Richtlinien festzulegen. Ein General Superintendent wird gewählt, um die gesamte Kirche zu leiten. Am 1. Oktober 2009 wurde David K. Bernard als neuer General Superintendent bekannt gegeben.
Leiter auf allen Ebenen dürfen heiraten und Kinder haben. Homosexualität wird als Verstoß gegen die biblische Lehre angesehen und die Gemeinschaft lehnt homosexuelle Handlungen und homosexuelle Ehen ebenso ab wie Ehebruch und Unzucht.

## Verbreitung
Nach Angaben der VPG ist sie in den USA und Kanada von 521 Mitgliedskirchen im Jahr 1945 auf 4.819 Kirchen (einschließlich Tochtergemeinden und Predigtstellen), 10.627 Pastoren und 750.000 Wählerschaft in den USA und Kanada im Jahr 2019 angewachsen. Außerhalb der USA und Kanada hat sie 34.779 Kirchen und Predigtstellen, 25.292 lizenzierte Pastoren, 691 Missionare und eine Mitgliederzahl von 3,25 Millionen in 195 Ländern und 35 Gebiete. Die internationale Glaubensgemeinschaft besteht aus nationalen Organisationen, die als Global Council der VPG unter dem Vorsitz des General Superintendent vereint sind. Die weltweite Gesamtmitgliedschaft, einschließlich Nordamerika, beträgt mehr als 5 Millionen. Laut eigenen Angaben gibt es noch 17 Länder, in denen sie bislang nicht aktiv ist.
Im deutschsprachigen Raum in Deutschland, Österreich, Liechtenstein und der Schweiz befinden sich etliche Kirchengemeinden sowie Tochtergemeinde und Hauskreise. Der Evangelist Charles G. Robinette, der zuvor jahrelang leitender Pastor in Wien war, fungiert als Vorsitzender und Vorstandsmitglied für die D-A-CH-Region.
Jährlich finden etliche Versammlungen in verschiedenen Regionen im deutschsprachigen Raum statt, wie Jugendlager, Elisha-Konferenz, Bibelschule, unter dem Programm AMTC (Apostolic Ministry Training Center).
In Österreich hat die Pfingstgemeinde mehrere Kirchen oder Predigtstellen wie in Wien, Salzburg und Linz. Die Gottesdienste werden in verschiedenen Sprachen wie Englisch, Deutsch, Farsi und Französisch angeboten.
In Deutschland hat sie Kirchen in Berlin, Wolfenbüttel, Duisburg, Paderborn, Bonn, Landstuhl, Fürth. Die Kirchengemeinde in Berlin leitet Pastor Charles G. Robinette.
In der Schweiz gibt es drei Kirchen in den Städten Interlaken, Genf und Zürich. Die Gottesdienste werden in Deutsch und Englisch angeboten.

## Generalkonferenz
Bei der jährlichen Generalkonferenz versammeln sich alle Delegierten zu einem gemeinsamen Gottesdienst, der Lobpreis, Anbetung und eine Predigt beinhaltet. Weiters werden auch Trainingsseminare über spezifische Themen für jeweilige Kirchendienste angeboten. Alle Teilnehmer nutzen diese Gelegenheit auch für Spendensammlungen für wohltätige Zwecke.

## Bildungsinstitutionen
Als einzige nichttrinitarische Pfingstkirche unterhält die VPG eine Schule, die durch die Association of Theological Schools  anerkannt ist. Der Urshan Graduate School of Theology wurde dieser Status im Juni 2018 durch die Hochschulkommission anerkannt.
| Bildungsinstitution                                     | Stadt           | Land               | Vermerk                                                                         |
| ------------------------------------------------------- | --------------- | ------------------ | ------------------------------------------------------------------------------- |
| Australian Apostolic Bible College (AABC)               | Sydney          | Australien         | [ 21 ]                                                                          |
| Apostolic Center for Theological Studies (ACTS)         | Quezon City     | Philippinen        | [ 22 ]                                                                          |
| Harvest Bible College                                   | Glasgow         | Schottland         | staatlich anerkannt                                                             |
| Millennial Bible College                                | Bilston         | England            | [ 24 ]                                                                          |
| Christian Life College                                  | Stockton        | Vereinigte Staaten | staatlich anerkannt                                                             |
| Urshan College                                          | St. Louis       | Vereinigte Staaten | stattlich anerkannt, ehemalig bekannt als Gateway College of Evangelism         |
| Apostolic Bible Institute                               | St. Paul        | Vereinigte Staaten | [ 27 ]                                                                          |
| Texas Bible College                                     | Lufkin          | Vereinigte Staaten | [ 28 ]                                                                          |
| Purpose Institute                                       | Canton          | Vereinigte Staaten | weltweite Campus                                                                |
| Northeast Christian College                             | Fredericton     | Kanada             | [ 30 ]                                                                          |
| Indiana Bible College                                   | Indianapolis    | Vereinigte Staaten | [ 31 ]                                                                          |
| Christian Service Training Institute                    | San Diego       | Vereinigte Staaten | bietet auch online Fernstudien, mit Campus in Kalifornien, Georgia, and Florida |
| Centro Teologico Ministerial                            | Pasadena        | Vereinigte Staaten | [ 33 ]                                                                          |
| l’Institut Biblique Français                            | Melun           | Frankreich         | [ 34 ]                                                                          |
| Instituto Teológico Pentecostal (ITP)                   | Madrid          | Spanien            | [ 35 ]                                                                          |
| Urshan Graduate School of Theology                      | Wentzwille      | Vereinigte Staaten | [ 36 ]                                                                          |
| Baguio Evangelism Apostolic Ministries (BEAM)           | Baguio City     | Philippinen        | [ 37 ]                                                                          |
| Central Luzon Apostolic Institute of Ministries (CLAIM) | Angeles City    | Philippinen        | [ 38 ]                                                                          |
| Palawan Apostolic Bible Institute (PABI)                | Puerto Princesa | Philippinen        | [ 39 ]                                                                          |
| Apostolic Institute of Ministries (AIM)                 | Davao City      | Philippinen        | [ 40 ]                                                                          |
| Robert K. Rodenbush Global Training Center              | Balozi          | Lettland           | [ 41 ]                                                                          |
| Apostolic Bible College                                 | Hamilton        | Neuseeland         | [ 42 ]                                                                          |